# Hypeugoa flavogrisea
Hypeugoa flavogrisea là một loài bướm đêm thuộc phân họ Arctiinae, họ Erebidae.